# Pastovaný med

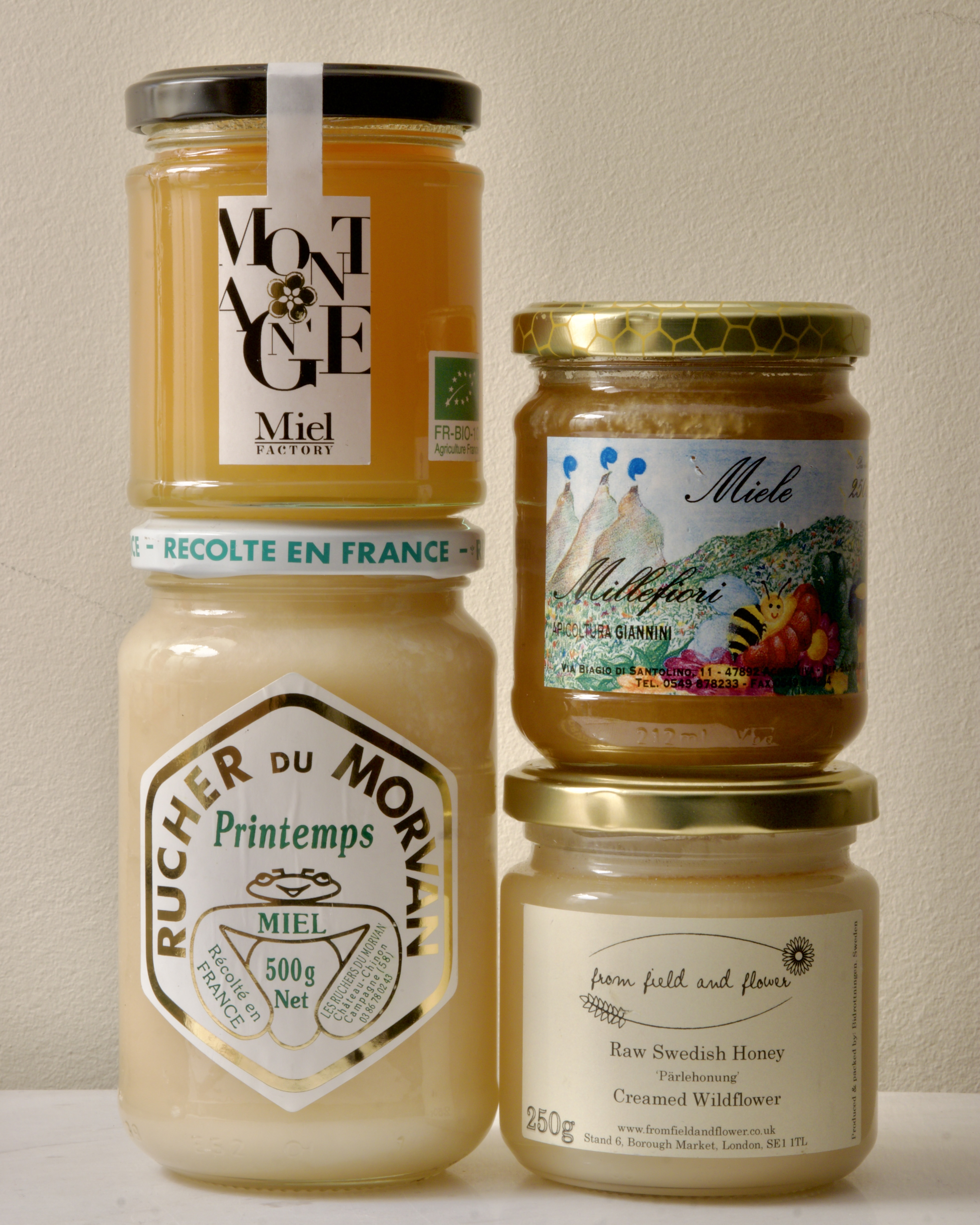
Pastovaný med má světlou barvu a krémovou, máslovitou konzistenci.

Pastovaný med (někdy nazývaný také krémový med nebo šlehaný med) je včelí med, který byl mechanicky upraven tak, aby získal jemnou, pastovitou konzistenci. Na rozdíl od tekutého nebo zkrystalizovaného medu má pastovaný med hladkou strukturu, která se dobře roztírá, nestéká a již nekrystalizuje. Vyrábí se bez jakýchkoli přísad nebo tepelných úprav, což zachovává jeho přirozené vlastnosti, enzymy a vitamíny.
Pastovaný med má světlou barvu a krémovou, máslovitou konzistenci. Je výsledkem řízené krystalizace, během níž jsou velké krystaly medu rozmělněny, čímž vzniká jemná textura bez tvrdých hrudek. Díky tomu je oblíbený zejména jako pomazánka na pečivo.

## Výroba
Proces pastování je založen na mechanickém míchání medu. Do čerstvého medu se přidá malé množství již zkrystalizovaného medu (tzv. očkovací med), který slouží jako „startér“ řízené krystalizace, pak se med pravidelně a pomalu míchá, obvykle po dobu několika dnů až týdnů, při konstantní teplotě okolo 14 °C. To zajišťuje rovnoměrnou tvorbu malých krystalů. Po dosažení požadované konzistence se med plní do sklenic a skladuje při stabilní teplotě, aby si udržel pastovitou strukturu.[zdroj?]